# SCADTA
Societat Colombo Alemanya de Transport Aeri (en castellà: Sociedad Colombo Alemana de Transporte Aéreo, anglès: Colombian-German Air Transport Society, alemany: Deutsch-Kolumbianische Luftverkehrsgesellschaft), o SCADTA, va ser la primera aerolínia d'Amèrica Llatina, que operà des de 1919 fins a la Segona Guerra Mundial. Després de la guerra, SCADTA es va fusionar amb la companyia regional colombiana Servei Aeri Colombià (en castellà: Servicio Aéreo Colombiano), o SACO. Junts, SCADTA i SACO van formar Avianca - Aerovías Nacionals de Colòmbia, la companyia de bandera colombiana.

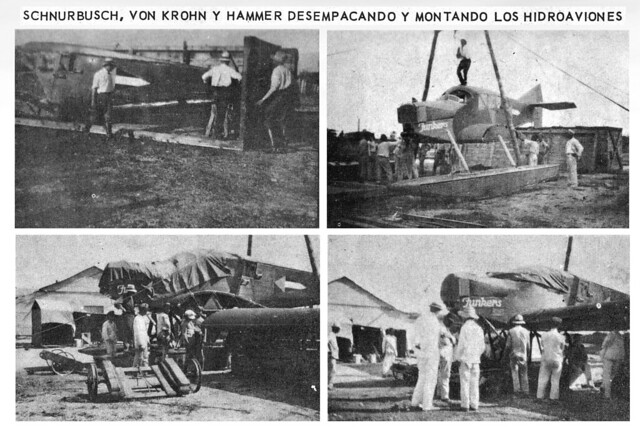
Assemble d'hidroavions Junkers F13 de Scadta a Barranquilla

SCADTA va començar com una petita companyia de correu aeri mitjançant hidroavions Junkers capaços d'aterrar en el riu Magdalena de Colòmbia, sobretot perquè hi havia molt poques pistes adequades d'aterratge a Colòmbia en aquell moment. La nacionalitat alemanya de l'extingida SCADTA va motivar al govern dels EUA a subsidiar l'expansió de Pan American World Airways a Amèrica Llatina durant el govern de Herbert Hoover. A SCADTA se li va prohibir operar vols als EUA i el Canal de Panamà, encara que va seguir mantenint una àmplia xarxa de rutes en tota la regió andina. La creació de Pan American-Grace Airways (Panagra) en la dècada de 1930 va erosionar encara més la posició de SCADTA al mercat. Abans de la Segona Guerra Mundial, el seu principal accionista, l'empresari austríac Peter Paul von Bauer va vendre en secret les seves accions als Estats Units en un intent de protegir la companyia de l'adquisició per part del govern nazi. Després de l'atac japonès a Pearl Harbor a finals del 1941 SCADTA es va veure obligada a cessar les seves operacions i els seus actius van ser fusionats pel govern colombià en la línia aèria de propietat estatal SACO, formant la moderna companyia nacional de Colòmbia: Avianca – Aerovies Nacionals de Colòmbia S.A. (en castellà: Aerovías Nacionales de Colombia S.A.) i després de diverses integracions d'empreses nacionals, el 2004 va tornar a canviar el seu nom per Aerovies del Continent Americà (en castellà: Aerovías del Continente Americano), però va conservar l'acrònim Avianca.
El 2012, Avianca va fusionar amb TACA del Salvador i va ingressar a la Star Alliance creant una de les companyies aèries més importants del continent americà, amb centres de connexions a Bogotà, Lima, San Salvador, Quito i San José de Costa Rica.
Avianca encara opera avui dia. És l'aerolínia més antiga del món amb operacions ininterrompudes i és reconeguda com una de les aerolínies més grans d'Amèrica Llatina.